# 凱佩拉大學
凱佩拉大學（英語：Capella University）是美國明尼蘇達州一所已獲認證的商營網上大學，以州首府明尼亞波里斯為基地，由上市公司凱佩拉教育公司持有。提供的課程從商業、資訊科技、教育、心理學、公共衛生、公眾安全及大眾服務的學士、碩士（科學碩士與工商管理碩士）及博士（哲學博士、心理學博士及工商管理博士）課程。
在這些範疇內，凱佩拉大學有148個本科及深造專科課程，還有17個證書課程，合共提供約1700個網上課程。就讀學生接近3.5萬人，當中有來自全美國五十州及59個其他國家。這3.5萬名學生當中，約31%就讀博士課程，44%就讀碩士課程，23%就讀學士課程。這些課程都由1,639名教授組成的教職員團體教授，當中有85%持有博士學位，來自美國的48個州及4個美國以外的國家。

## 歷史
凱佩拉大學成立於1991年，由Dr. Harold Abel及美國玩具企業Tonka的前任首席執行長Stephen Shank創立，希望為他們認為在美國傳統的教學中被忽視的成年人提供教育的機會。
2007年，學校獲美國國家安全局指名成為國立資訊確保卓越教學中心（CAEIAE），任期從2007年到2012年。全美國只有86家高等院校得到此殊榮。